# Половинный-Ёль
Половинный-Ёль — река в Российской Федерации, протекает по Республике Коми. Устье реки находится в 41 км по правому берегу реки Ухта. Длина реки составляет 13 км. По берегам реки имеются поверхностные выходы нефти, разработка которых планировалась в начале XX века.

## Данные водного реестра
По данным государственного водного реестра России относится к Двинско-Печорскому бассейновому округу, водохозяйственный участок реки — Печора от впадения реки Уса до водомерного поста Усть-Цильма, речной подбассейн реки — Печора ниже впадения Усы. Речной бассейн реки — Печора.
Код объекта в государственном водном реестре — 03050300112103000076646.